# Урезекаси
Урезека́си (рос. Урезекасы, чув. Ӳречекасси) — присілок у складі Цівільського району Чувашії, Росія. Входить до складу Булдеєвського сільського поселення.
Населення — 91 особа (2010; 106 у 2002).
Національний склад:
- чуваші — 100 %